# Zuzana Špidlová
Mgr. Bc. Zuzana Kirchnerová (provdaná Špidlová * 29. dubna 1978 Sokolov) je česká filmová režisérka.

## Osobní život
Vystudovala francouzské gymnázium, v roce 2008 absolvovala Právnickou fakultu Univerzity Karlovy v Praze (Mgr., právo a právní věda). Téhož roku ukončila bakalářské studium režie na FAMU (Bc.), kde dále studuje v magisterském programu. Jejím manželem je od roku 2008 střihač Šimon Špidla (syn politika Vladimíra Špidly, vnuk herce a režiséra Václava Špidly), se kterým spolupracovala i na absolventském filmu Bába (kde je ještě uvedena pod svým dívčím jménem).
V květnu 2009 její absolventský krátkometrážní film Bába zvítězil v sekci Cinefondation na Filmovém festivalu v Cannes.

## Filmografie
Krátkometrážní
- 2004 – Bez konce
- 2004 – Zadejte se
- 2004 – Doma
- 2006 – Naděje zítřka
- 2008 – Bába

Celovečerní
- 2025 – Karavan